# Dynastes
Dynastes (MacLeay, 1819) è il nome di un genere di coleotteri appartenenti alla famiglia degli Scarabeidi (sottofamiglia Dynastinae).

## Descrizione

### Adulto
Le specie appartenenti a questo genere presentano un corpo tarchiato e robusto. Le elitre possono essere di colore differente a seconda della specie presa in esame: in alcuni casi possono essere nere mentre in altri sono grigie o giallastre. I maschi presentano un corno toracico e un corno cefalico che in alcune specie possono raggiungere dimensioni notevoli.

### Larva
Le larve assomigliano a grossi vermi bianchi dalla forma a "C". Presentano il capo sclerificato e le tre paia di zampe atrofizzate. Lungo i fianchi presentano una serie di forellini chitinosi che permettono all'insetto di respirare nel terreno.

## Biologia

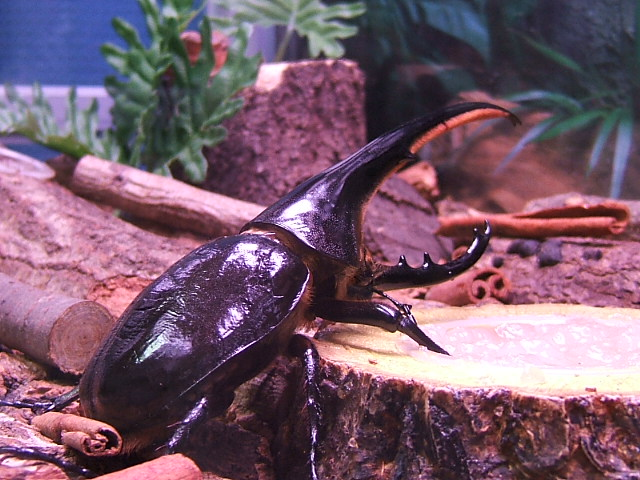
Dynastes hercules, maschio.

Gli adulti si possono generalmente rinvenire in prossimità di grossi alberi caduti, dove vi sia legno marcio in cui le femmine possono deporre le uova. I maschi si affrontano in lotte in cui utilizzano le corna per aggiudicarsi il diritto all'accoppiamento e talvolta, qualora la femmina dovesse rifiutarsi, possono ucciderla schiacciandola con le corna. Le larve si sviluppano nel terreno e si nutrono di legno morto.

## Distribuzione
Il genere Dynastes è diffuso nel continente americano.

## Tassonomia
Il genere racchiude 2 sottogeneri: Theogenes, (Burmeister, 1847) e Dynastes (MacLeay, 1819).
Ad oggi sono riconosciute le seguenti specie:
- Dynastes grantii (Horn, 1870)
- Dynastes hercules (Linnaeus, 1758)
- Dynastes hyllus (Chevrolat, 1843)
- Dynastes maya (Hardy, 2003)
- Dynastes miyashitai (Yamaya, 2004)
- Dynastes moroni (Nagai, 2005)
- Dynastes neptunus (Quensel y Schönherr, 1805)
- Dynastes satanas (Moser, 1909)
- Dynastes tytus (Linnaeus, 1763)